# Episinus garisus
Episinus garisus là một loài nhện trong họ Theridiidae.
Loài này thuộc chi Episinus. Episinus garisus được miêu tả năm 1992 bởi Buckup & Marques.